# سیارک ۱۳۶۱
سیارک ۱۳۶۱ (به انگلیسی: 1361 Leuschneria، نامگذاری:1935QA) هزار و سیصد و شصت و یکمین سیارک کشف شده‌است که در ۳۰ اوت ۱۹۳۵ کشف شد.
قدر مطلق سیارک برابر ۱۰٫۸۰ است.